# Howie Hawkins
Howard Gresham Hawkins (8 de dezembro de 1952) é um sindicalista americano e ativista ambiental de Nova Iorque. Cofundador do Partido Verde dos Estados Unidos, Hawkins é o candidato presidencial do partido na eleição presidencial de 2020. Os seus principais problemas de campanha incluem a promulgação de uma versão eco-socialista do Green New Deal, que ele propôs pela primeira vez em 2010, e a construção de um movimento político e social independente e viável da classe trabalhadora em oposição aos partidos Democrata e Republicano e ao capitalismo em geral.
Hawkins desempenhou papéis de liderança em movimentos anti-guerra, anti-nuclear e pró-trabalhadores desde 1960. Hawkins é um aposentado sindicalista e trabalhador da construção; de 2001 até à sua aposentadoria em 2017, Hawkins trabalhou no turno da noite descarregando caminhões para a UPS.
Hawkins concorreu a vários cargos em vinte e quatro ocasiões, todas sem sucesso. Em 2006 ele foi candidato do Partido Verde de Nova Iorque ao Senado dos Estados Unidos. Em 2010, Hawkins concorreu como o candidato do Partido Verde para governador de Nova Iorque, o que restaurou o status de votação para o partido quando recebeu mais do que os 50.000 votos necessários. Em 2014, Hawkins concorreu novamente para o mesmo cargo e recebeu cinco por cento dos votos. Hawkins concorreu a prefeito de Syracuse em 2017 e recebeu quatro por cento (cerca de 1.000) dos votos. Ele então concorreu pela terceira vez para governador de Nova York em 2018, mas recebeu menos de 2% dos votos.

## Juventude e carreira
Hawkins nasceu em San Francisco, Califórnia, em 1952, e foi criado nas proximidades de San Mateo, Califórnia. Ele cresceu em um bairro diversificado na cidade perto da Bayshore Freeway, que viu um grande fluxo de migrantes do sul dos Estados Unidos, tanto negros quanto brancos: Hawkins explicou seu sotaque sulista como sendo o resultado disso. Seu pai era advogado, estudante-atleta de futebol e luta livre na Universidade de Chicago e serviu na unidade de contra-inteligência do Projeto Manhattan do Exército dos Estados Unidos durante a Segunda Guerra Mundial.   Ele se tornou politicamente ativo aos 12 anos, quando viu como o Partido Democrático da Liberdade do Mississippi multiracial foi negado na Convenção Democrática de 1964.
Depois do completar o ensino secundário, Hawkins frequentou o Dartmouth College em Nova Hampshire, mas nunca obteve um diploma. De acordo com Hawkins, ele não completou o requisito de língua estrangeira e, portanto, não pôde se formar. Enquanto estava em Dartmouth, ele fundou a Dartmouth Radical Union, que se opôs ao investimento de Dartmouth em empresas que apoiavam, entre outras causas, o apartheid e a Guerra do Vietname. Apesar de seu ativismo anti-guerra, ele se juntou ao Corpo de Fuzileiros Navais após ser convocado em 1972. De acordo com Hawkins, ele nunca foi mandado de volta ao serviço ativo após completar o treinamento.
Naquele mesmo ano, Hawkins fez campanha para Bernie Sanders, então candidato ao Senado e governador de Vermont pelo Liberty Union Party.  Em 1973 , Hawkins se juntou ao Partido Socialista dos EUA, uma adesão que continua até aos dias atuais. Em 1976, Hawkins foi um dos co-fundadores da Clamshell Alliance, uma organização antinuclear com o objetivo de impedir seu uso na Nova Inglaterra.

### Partido verde
Na década de 1980, Hawkins se juntou ao movimento verde. Em 1988, ele e Murray Bookchin fundaram a Left Green Network "como uma alternativa radical aos liberais verdes dos EUA", baseada nos princípios da ecologia social e do municipalismo libertário. No início da década de 1990, foi realizada uma coletiva de imprensa em Washington, DC, com Charles Betz, Joni Whitmore, Hilda Mason e Howie Hawkins para anunciar a formação do Verdes/Partido Verde dos EUA. Mais tarde, em dezembro de 1999, Mike Feinstein e Hawkins escreveram o Plano para um Partido Verde Único Nacional, que era o plano para organizar o ASGP e o GPUSA em um único Partido Verde. Candidato perene, Hawkins concorreu a várias disputas pelo Senado e Câmara em Nova Iorque. Em 2010, ele ultrapassou a exigência de 50.000 votos para permanecer na cédula na eleição para governador e quatro anos depois, ele recebeu o suficiente para mover a linha do Partido Verde para a Linha D, já que tinha um terço a mais do que o Partido das Famílias Trabalhadoras e o dobro como o Partido da Independência. No entanto, em 2018, ele perdeu 80.000 votos, mas manteve o acesso à votação e foi rebaixado apenas uma linha para a linha E.
Em 2012, Hawkins foi abordado sobre a possibilidade de concorrer à indicação do Partido Verde, mas recusou devido a seus compromissos de emprego na UPS, forçando-o a fazer campanha para cargos em Nova York, no máximo, e interferiria em uma campanha nacional. Após a aposentadoria de Hawkins, ele foi abordado novamente para ser executado por um movimento de recrutamento com uma carta pública dirigida a ele que foi assinada pelos ex-candidatos à vice-presidência dos Verdes, Cheri Honkala e Ajamu Baraka, ex-candidato a prefeito dos Verdes e companheiro de lista de Ralph Nader em 2008 Matt Gonzalez e outros membros proeminentes do Partido Verde.
Hawkins foi acidentalmente listado nas cédulas de Minnesota como o candidato do Partido Verde para vice-presidente, junto com Jill Stein para presidente nas eleições gerais de 2016. Embora Ajamu Baraka fosse o companheiro de concorrência de Stein na lista nacional do partido, Hawkins foi inadvertidamente colocado na cédula de Minnesota porque o partido o usou como substituto antes de o candidato a vice-presidente ser escolhido. Com Hawkins listado, a lista do Partido Verde para Presidente dos Estados Unidos em Minnesota recebeu quase 37.000 votos em todo o estado, um aumento de 0,82% em relação ao resultado anterior do partido em 2012.

### Posições políticas
Em 1993, Hawkins favoreceu o anarco-comunismo, bem como o municipalismo libertário, como a "melhor maneira de integrar o controle do trabalhador e o controle da comunidade em um processo de mudança social que acaba resultando em uma comunidade cooperativa sem mercado, sem dinheiro e sem Estado". Hawkins também é membro da Industrial Workers of the World.
Hawkins discorda da abordagem “partido dentro do partido” do Partido Democrata defendida por organizações como os Socialistas Democratas da América ou por indivíduos como Bernie Sanders. Em vez disso, ele acredita que os socialistas devem criar um partido de esquerda independente.
Hawkins se tornou o primeiro político a incluir o Novo Acordo Verde em sua plataforma eleitoral quando concorreu ao cargo de governador de Nova Iorque em 2010. Hawkins apoia a versão do Green New Deal do Partido Verde que serviria como um plano de transição para uma energia cem por cento limpa e renovável até 2030, utilizando um imposto sobre carbono, garantia de empregos, faculdade gratuita, saúde de pagador único e foco nos programas de utilização pública. Ele se autodescreve como um eco-socialista.

## Política de Nova Iorque
Hawkins foi o candidato do Partido Verde de Nova Iorque para o Senado dos Estados Unidos no estado de Nova Iorque. Hawkins recebeu 55.469 votos na eleição de novembro de 2006 (durante a qual Hillary Clinton foi reeleita), representando 1,2% do total de votos.
Em 2008, Hawkins concorreu à Câmara dos Representantes dos Estados Unidos no 25º distrito congressional de Nova Iorque na linha do Populismo Verde. Hawkins ganhou 9.483 votos, perdendo para o democrata Dan Maffei por 147.892 votos.

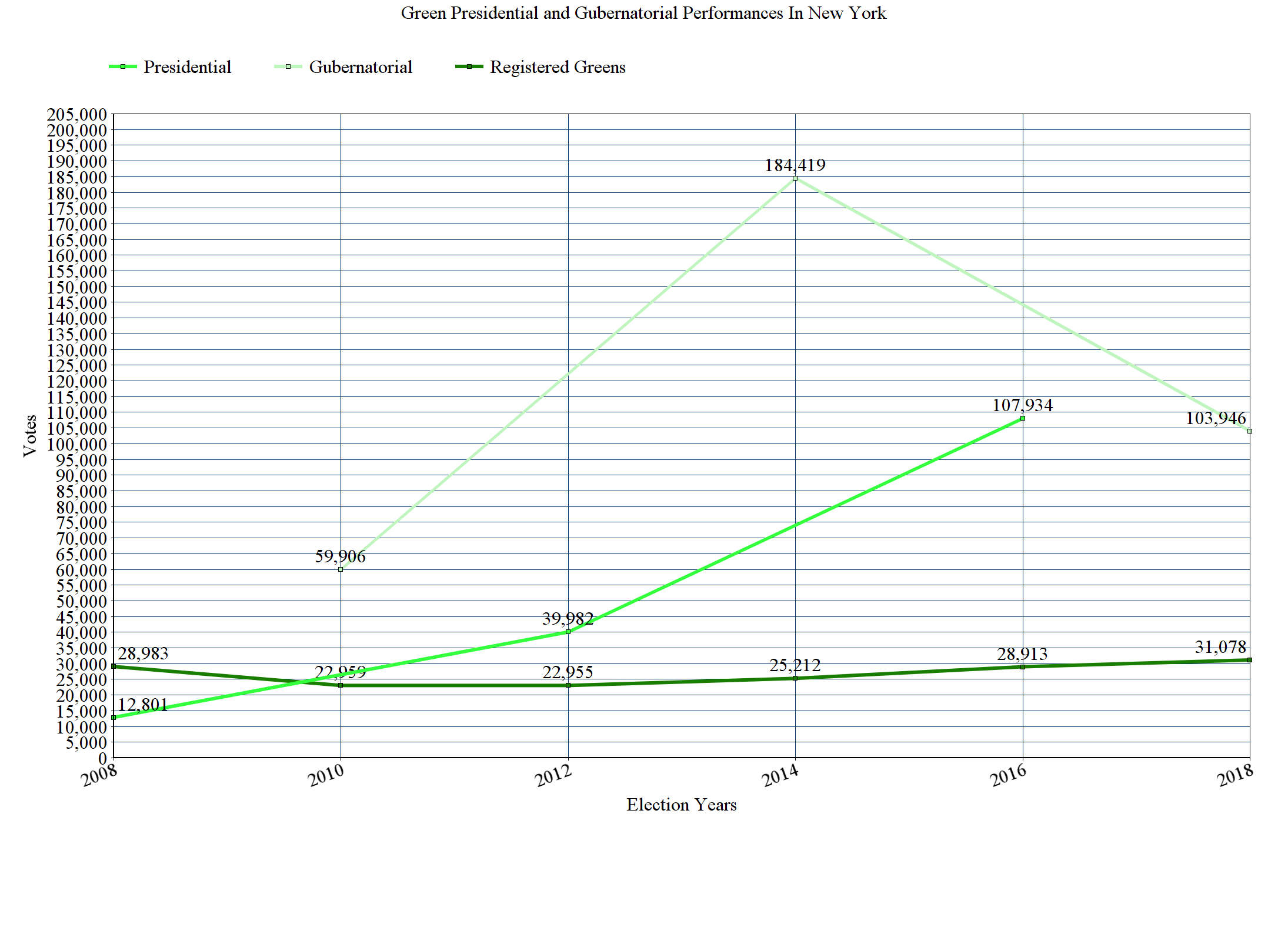
Desempenho Governatorial de Hawkins

Em maio de 2010, Hawkins foi indicado para concorrer ao cargo de governador de Nova Iorque como candidato do Partido Verde. A sua campanha também foi apoiada pelo Partido Socialista de Nova Iorque.
Em 2 de novembro de 2010, Hawkins recebeu quase 60.000 votos (1,3%), permitindo que o Partido Verde de Nova Iorque fosse listado nas cédulas pelos próximos quatro anos.
Em dezembro de 2010, Hawkins foi nomeado copresidente do recém-reconhecido Partido Verde de Nova Iorque.
Hawkins anunciou a sua candidatura a Conselheiro Comum do 4º distrito em Syracuse em setembro de 2011, concorrendo como candidato do Partido Verde. Seu oponente era um democrata, Khalid Bey. Hawkins recebeu endossos do Syracuse Post Standard, UNITE HERE Local 150 e do Greater Syracuse Labor Council. Hawkins planejava patrocinar resoluções para reformas do código tributário estadual para exigir mais dos mais ricos do estado e compartilhar mais receitas com as cidades. Ele também apoiou o estabelecimento de um banco de desenvolvimento municipal para fornecer financiamento para cooperativas locais e um " imposto de deslocamento " de 0,4% sobre a renda dos suburbanos que trabalham na cidade. Hawkins perdeu a eleição para Bey.
Em 20 de maio de 2013, Hawkins anunciou que iria concorrer novamente a Conselheiro Comum do 4º distrito em Syracuse. Seu oponente era o atual democrata Khalid Bey. Em 16 de outubro de 2013, Hawkins publicou um documento de posição fiscal com o candidato a prefeito Kevin Bott focado em um novo imposto de renda local em escala e no papel do estado na crise fiscal em Syracuse. Bott e Hawkins apontam que a divisão da receita de Nova Iorque com suas maiores cidades diminuiu da adolescência para apenas cerca de um por cento desde os anos 1970. Hawkins perdeu a eleição para o democrata Bey por uma votação de 1.471 a 995.
Em 9 de abril de 2014, Hawkins anunciou a sua segunda candidatura para governador de Nova Iorque na sala de imprensa da LCA em Albany, Nova Iorque. As suas posições de campanha incluíam uma plataforma " Green New Deal ", um sistema "Dinheiro Limpo" para o financiamento público de eleições, encerrando o papel de Nova Iorque nos padrões nacionais do Common Core e um aumento do salário mínimo para US $ 15 por hora, dos atuais US $ 8 uma hora em Nova Iorque. O companheiro de lista de Hawkins para o tenente governador foi o educador da cidade de Nova Iorque e ativista sindical Brian Jones. Hawkins e o Partido Verde receberam 184.419 votos (4,8% dos votos), o que levou o Partido Verde à quarta linha nas cédulas estaduais pelos próximos quatro anos (ultrapassando as famílias trabalhadoras e os partidos da independência).
Em 2015, Hawkins concorreu a Syracuse City Auditor contra o titular Marty Masterpole. Hawkins observou que Masterpole havia entrado com apenas duas auditorias financeiras e o criticou por auditar rinques de patinação e campos de golfe enquanto a cidade sofria com a pobreza elevada, infraestrutura deficiente e escolas em dificuldades. O ex-vereador do Distrito 2, Pat Hogan, sugeriu a Hawkins que ele se candidatasse a auditor, afirmando: "Não vou me tornar verde... Estou mais preocupado com a cidade do que com a festa. O auditor deve ser um cão de guarda nos orçamentos da cidade e Marty não está prestando atenção. Há uma carência de independência no governo da cidade. " Hawkins perdeu a eleição, ganhando 35% dos votos.
Em 2017, Hawkins concorreu a prefeito de Syracuse como candidato do Partido Verde para substituir a prefeita cessante Stephanie Miner. Um de seus principais pontos de campanha foi restaurar o Canal Erie através do centro de Syracuse para ajudar na revitalização do bairro, com a crença de que 'Cidades que capitalizam em seus cursos de água tendem a ter centros mais vibrantes'. Hawkins ganhou 4,1% dos votos (excluindo candidatos escritos) e perdeu para o independente Ben Walsh (54,4%, excluindo os escritos), o primeiro independente na história da cidade.
Em 12 de abril de 2018, Hawkins anunciou a sua terceira candidatura para governador de Nova Iorque na linha do Partido Verde. Hawkins e seu companheiro de lista Jia Lee receberam 95.716 votos (1,7%).

## Campanha presidencial de 2020

### Antecedentes
Em 2012, Hawkins foi abordado sobre a possibilidade de concorrer à indicação do Partido Verde, mas recusou devido a seus compromissos de emprego na UPS, forçando-o a fazer campanha para cargos em Nova York, no máximo, e interferiria em uma campanha nacional.
No entanto, após a aposentadoria de Hawkins, ele foi abordado novamente para ser executado por um movimento de recrutamento com uma carta pública dirigida a ele que foi assinada pelos ex-candidatos à vice-presidência dos Verdes Cheri Honkala e Ajamu Baraka, ex-candidato a prefeito dos Verdes e companheiro de lista de Nader em 2008, Matt Gonzalez, e outros membros proeminentes do Partido Verde.

### Campanha
Em 3 de abril de 2019, Hawkins anunciou que estava formando um comitê exploratório para se preparar para uma possível candidatura para a indicação presidencial do Partido Verde em 2020 e, posteriormente, Hawkins lançou formalmente a sua campanha em 28 de maio de 2019, no Brooklyn, Nova Iorque.
Em 23 de agosto de 2019, a campanha de Hawkins anunciou que havia atendido os fundos federais correspondentes para a Califórnia e Nova Iorque. A campanha deve receber $ 5.000 de residentes, com não mais de $ 250 contados para cada contribuição, em pelo menos 20 estados para se qualificar para os fundos. Apenas a sua campanha e a de Steve Bullock se candidataram aos fundos correspondentes para a temporada das primárias.
Em 26 de outubro de 2019, Hawkins ganhou a nomeação do Partido Socialista dos EUA em seu esforço para unir partidos menores de esquerda. Em novembro, Hawkins ganhou a indicação do Solidariedade.
Em 5 de maio de 2020, Hawkins selecionou Angela Walker como sua companheira de lista.
Em 11 de julho de 2020, Hawkins foi escolhido como o candidato do Partido Verde para a eleição presidencial de 2020 nos EUA. A sua plataforma inclui o Green New Deal (financiado em parte por cortes nos gastos militares), o Medicare for All, uma garantia de empregos federais, um salário mínimo de $ 20 e uma renda mínima garantida.

## Publicações
- Hawkins, Howard (2006). Independent Politics: The Green Party Strategy Debate (em inglês). [S.l.]: Haymarket Books. ISBN 978-1-931859-30-1
- Howie, Hawkins (2020). The Case For An Independent Left Party: From The Bottom Up. [S.l.: s.n.]
- Howie Hawkins Revista New Politics